# 칼로미라

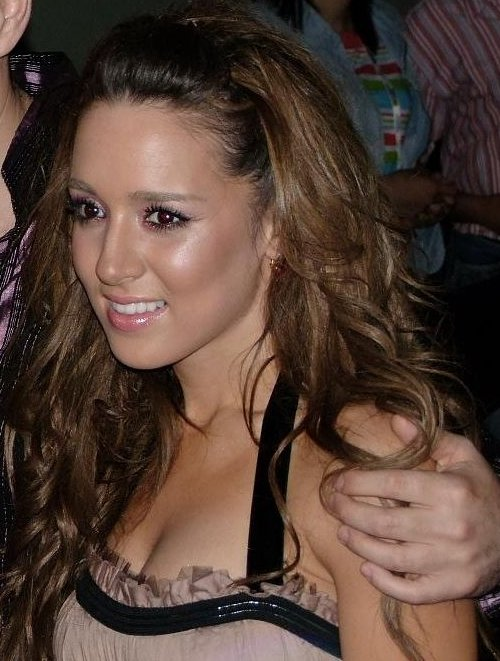
2008년 베오그라드에서의 모습

칼로미라(Kalomira, 본명: Maria Kalomira Sarantis, 1985년 1월 31일 ~ )는 그리스계 미국인 가수, 작곡가, 배우, 텔레비전 인사, 사회자이다. 미국 뉴욕 바로 밖의 롱아일랜드에서 태어나 자랐으며 2004년 그리스의 텔렌트 쇼 페임 스토리에 우승한 이후 그리스에서 처음으로 저명해졌다.

## 디스코그래피

### 스튜디오 음반
- Kalomira
- Paizeis?
- I Kalomira Paei Cinema
- Secret Combination: The Album

### EP
- Best Of